# Носов, Сергей Анатольевич
Серге́й Анато́льевич Но́сов (род. 19 февраля 1957, Ленинград) — русский прозаик, поэт, драматург.

## Биография
Родился в семье инженеров.
В 1979—1980 годах был членом ЛИТО Глеба Семёнова.
В 1980 году окончил Ленинградский институт авиационного приборостроения. Затем работал инженером на кафедре, сторожем шахты компании «Метрострой», продавцом книг, в 1983—1990 годах — редактором в журнале «Костёр», в 1992—1998 годах — редактором на «Радио России».
В 1988 году окончил Литературный институт имени А. М. Горького.

## Творчество
Начинал с поэзии. Стихи печатались в различных антологиях («Поздние петербуржцы», «Формация» и другие), однако поэтическую книгу издал только в 2019 году.
Первая книга «Внизу, под звездами» (Ленинград, 1990) была воспринята как «проза поэта». В 1994 вышла книга «Памятник Во Всем Виноватому» — сборник разножанровых произведений: рассказы, эссе, стихи, пьеса в четырех эпизодах и даже «остатки романа», представляющие собой пересказ вымышленным героем якобы когда-то уничтоженного им же самим собственного романа под названием «Труба».
Первая пьеса, трагикомедия из жизни российских стариков «Дон Педро», была поставлена в 1996 году на сцене Театра комедии им. Н. П. Акимова, — спектакль с Михаилом Светиным в главной роли шел 19 лет — вплоть до безвременной кончины актера.

### Романы
События романа «Член общества, или Голодное время» (СПб. 2000) развиваются в Петербурге осенью 1991 года, в период распада СССР, в атмосфере всеобщей растерянности и пустых надежд. По мнению Леонида Юзефовича, «это, может быть, лучший роман о том времени» . Молодой человек, оказавшийся на дне жизни, неожиданно для себя становится членом загадочного тайного общества. Ярко обозначенные социальные мотивы не помешали критике прочитать роман как «филологический», отмечалась связь с традицией Гоголя, Достоевского, Вагинова. «Носов находится внутри петербургской традиции. Это его традиция, он ею пропитан, как Петербург — болотными испарениями» (Андрей Урицкий, «Независимая газета»). По мнению Вячеслава Курицына, «Борхесианские и достоевские ходы у Носова — это не пародии, не страсть к слиянию с чужим дискурсом: это инструменты, живые традиции, которые удобны для построения сюжетного текста».
Роман «Хозяйка истории» (СПб., 2000), содержащий элементы пародии на шпионский роман, представляет оригинальную версию мировой истории эпохи «холодной войны», данную через восприятие простой советской женщины Е. Ковалевой, наделенной даром предвидения, и ее второго мужа, интеллектуала-идиота М. Подпругина. Роман вызвал противоречивые, отчасти скандальные отклики. Сама структура романа, представляющего собой сборник «документов» (дневники Ковалевой, комментарии и воспоминания Подпругина), позволила в издании 2017 года расширить текст за рамки первоначального варианта: теперь в качестве приложения приводятся письма Подпругина в адрес реальных лиц и различных учреждений, написанные персонажем по следам первого издания книги.
Сатирический роман «Дайте мне обезьяну» (Москва, 2001) изображает фантасмагорию избирательной кампании в провинциальном городе. В то время как герои повествования, неуёмные политтехнологи, проявляют по ходу сюжета часто абсурдистскую изобретательность в области обработки общественного мнения, сам текст демонстрирует парадоксальные оригинальные приемы, подходящие исключительно для изображаемых ситуаций. Так, книга открывается благодарностью поэту Геннадию Григорьеву «за добровольное согласие войти в роман на правах сюжетообразующего персонажа». Очерк о необычной истории создания этого романа, написанный автором для альманаха «Текст и Традиция» (Пушкинский Дом), вошел в переиздание 2017 года.
Следующий роман «Грачи улетели» (СПб., 2005), так или иначе, связан с проблемами современного искусства, — для взгляда на тему здесь выбран неожиданный ракурс, открывающий перед автором широкие повествовательные возможности. По мнению критика Льва Данилкина, «„Грачи улетели“ — умный и смешной роман. Носов — настоящий актуальный художник; масштаб каждой новой его картины сказывается на биржевом курсе предыдущих» (журнал «Афиша»).
«Франсуаза, или Путь к леднику» (Москва, 2012) — по определению самого автора, «роман о странностях жизни, ее внезапностях и причудливостях». Издательство аттестовало Носова как «главного питерского постмодерниста», что согласуется с мнением ряда критиков («имя и книги его упоминаются в диссертациях и исследованиях, посвященных плодоношению постмодернизма на российской почве или современному изводу Петербургского текста», — констатирует Марк Мусин, журнал «Знамя» № 2, 2015), однако вопрос о постмодернизме Носова дискуссионный: сам писатель в своих интервью неоднократно выражал сомнение в принадлежности этому направлению.
Следующий роман — «Фигурные скобки» (СПб., 2015) — удостоен премии «Национальный бестселлер».

### Малая проза
В связи с выходом сборника рассказов С. Носова «Полтора кролика» (СПб., 2013) Вадим Левенталь отмечал: «Говорят, что Носов — писатель-абсурдист. Оно, может, и так — но лишь в той мере, в которой абсурдна сама повседневность». Многие критики отмечают специфическую интонацию носовской прозы и особое чувство юмора писателя. Ксения Венглинская: «Носова нужно читать, когда все плохо. Нет, это вовсе не завзятый оптимист, сверкающий терапевтической улыбкой; да и такие, когда все плохо, скорее бесят. Носов скорее про „неожиданный поворот“, он внушает надежду на то, что не все игры бытия с твоей жизнью уже закончены».
Сборник малой прозы «Построение квадрата на шестом уроке» (Москва, 2017) состоит из четырех частей. Первые две «стороны квадрата» — рассказы с вымышленными героями, третья — воспоминания автора, связанные с детством и школой, четвертая «сторона» — собрание миниатюр подчеркнуто «от себя», «без маски». По части последнего Василий Владимирский отметил: «Вряд ли в ближайшее время нам представится другой такой шанс заглянуть в голову одного из самых ярких петербургских писателей начала XXI века, проследить за ходом его мысли».

### «Другое краеведение» и петербургский текст
В сборнике эссе «Музей обстоятельств» (СПб., 2008) С. Носов затронул тему «другого краеведения», — он пристально присматривается к окружающим нас мелочам, которые мы не замечаем в повседневной жизни. Наибольший читательский интерес вызвали сборники эссе «Тайная жизнь петербургских памятников» (СПб., 2008) и «Конспирация, или Тайная жизнь петербургских памятников — 2» (СПб. 2015), неоднократно переиздававшиеся. Согласно Носову, памятники занимают нишу «между царством живой и царством неживой природы», это «что-то вроде внеземной цивилизации, вступающей с нами в контакт». Интерес писателя привлекают чаще всего малоизвестные памятники Петербурга вне зависимости от их художественной ценности, — памятники, «через которые человеческая История охотнее всего выражает свою так называемую иронию».
«Книгу о Петербурге», написанную в довольно свободной манере, по мнению А. Колобродова, отличает авторский метод — это уже не столько «альтернативное краеведение», сколько топографическая герменевтика: «когда мифопоэтическое восприятие пространства соединятся с инженерской логикой, строгостью и дисциплиной».
Творчество Носова часто соотносят с понятием «петербургский текст», в свое время введенным В. Н. Топоровым для обозначения некой метафизической реальности, воплощенной в историческом Петербурге, в «душе Петербурга», и отраженной в литературе главным образом XIX — начала XX веков. Вместе с тем, отмечают «новаторство», «непохожесть», «необычность» произведений писателя.

## Признание
- 1998 — премия профессионального конкурса журналистов «Золотое перо» за цикл передач «Литературные фанаты» на «Радио России» (совместно с Геннадием Григорьевым).
- 2000 — ежегодная премия журнала «Октябрь» в номинации «Дебют» за роман «Член общества, или Голодное время».
- 2001 — короткий список премии «Русский Букер» за роман «Хозяйка истории»[22].
- 2002 — короткий список премии «Национальный бестселлер» за роман «Дайте мне обезьяну»[22].
- 2006 — литературная премия имени Николая Васильевича Гоголя в номинации «Нос» за роман «Грачи улетели».
- 2009 — короткий список премии «Новая словесность» за сборник эссе «Тайная жизнь петербургских памятников»[23].
- 2009 — короткий список премии «Национальный бестселлер» за сборник эссе «Тайная жизнь петербургских памятников».
- 2010 — театральная премия имени Андрея Толубеева «за художественное исследование природы драматургического абсурда»[24].
- 2012 — короткий список премии «Большая книга» за роман «Франсуаза, или Путь к леднику»[25].
- 2012 — короткий список премии «Национальный бестселлер» за роман «Франсуаза, или Путь к леднику»[26].
- 2015 — премия «Национальный бестселлер» за роман «Фигурные скобки»[27].

## Книги

### Романы
- Носов С. А. Хозяйка истории. — Санкт-Петербург: Амфора, 2000. — 316 с. — ISBN 5-94278-021-8.
- Носов С. А. Член общества, или Голодное время. — Borey art center, 2000. — ISBN 5-7187-0293-4.
- Носов С. А. Член общества, или Голодное время. — Амфора, 2001. — 228 с. — ISBN 5-94278-053-6.
- Носов С. А. Дайте мне обезьяну. — Москва: Олма-пресс, 2001. — 318 с. — ISBN 5-224-03174-5.
- Носов С. А. Дайте мне обезьяну. — Москва: Эксмо, 2003. — 318 с. — ISBN 5-699-04299-7.
- Носов С. А. Дайте мне обезьяну. — Санкт-Петербург: Лимбус Пресс, 2018. — 300 с. — ISBN 978-5-8370-0848-1.
- Носов С. А. Грачи улетели. — Санкт-Петербург: Лимбус Пресс, 2005. — 251 с. — ISBN 5-8370-0403-3.
- Носов С. А. Франсуаза, или Путь к леднику. — Москва: Астрель, 2011. — 380 с. — ISBN 978-5-271-39262-7.
- Носов С. А. Фигурные скобки. — Санкт-Петербург: Лимбус Пресс, 2015. — 268 с. — ISBN 978-5-8392-0500-0.
- Носов С. А. Хозяйка истории. В новой редакции М. Подпругина с приложением его доподлинных писем. — Санкт-Петербург: Лимбус Пресс, 2017. — 349 с. — ISBN 978-5-8370-0824-5.

### Сборники рассказов, повестей, пьес
- Носов С. А. Внизу, под звездами. — Ленинград: Лениздат, 1990.
- Носов С. А. Памятник Во Всём Виноватому. — Санкт-Петербург: Белл, 1994. — 156 с.
- Носов С. А., Москвина Т. В. Истории: [пьесы]. — Санкт-Петербург: Лимбус Пресс, 2006.
- Носов С. А. Полтора кролика. — Санкт-Петербург: Лимбус Пресс, 2012. — 318 с. — ISBN 978-5-8370-0630-2.
- Носов С. А. Построение квадрата на шестом уроке. — Москва: АСТ: Редакция Елены Шубиной, 2017. — 346 с. — ISBN 978-5-17-105897-5.
- Носов С. А. Закрытие темы. — Санкт-Петербург: Лимбус Пресс, 2019. — 444 с. — ISBN 978-5-8392-0705-9.

### Сборники стихов
- Поздние петербуржцы / сост. В. Л. Топоров. — Санкт-Петербург: Европейский Дом, 1995. — С. 664. — 141–153 с. — ISBN 5-85733-032-7.
- Носов С.А. Сторожение. — СПб.: Лимбус Пресс, 2019. — ISBN 978-5-8370-0742-2.

### Сборники эссе
- Носов С. А., Григорьев Г. А. Доска, или Встречи на Сенной. — Санкт-Петербург: ЛИК, 2003.
- Носов С. А. Музей обстоятельств. — Санкт-Петербург: Лимбус Пресс, 2008.
- Носов С. А. Тайная жизнь петербургских памятников. — 1-е изд. — Санкт-Петербург: Лимбус Пресс, 2008. — 239 с. — ISBN 978-5-8370-0535-0.
- Носов С. А. Тайная жизнь петербургских памятников. — 4-е изд. — Санкт-Петербург: Лимбус Пресс, 2018. — 239 с. — ISBN 978-5-8370-0682-1.
- Носов С. А. Поцелуй Раскольникова. Рассказы и эссе. — Санкт-Петербург: Страта, 2016. — 134 с. — ISBN 978-5-906150-83-7.
- Носов С. А. Конспирация, или Тайная жизнь петербургских памятников — 2. — Санкт-Петербург: Лимбус Пресс, 2015. — 236 с. — ISBN 978-5-8370-0698-2.
- Носов С. А. Книга о Петербурге. — Москва: КоЛибри, 2020. — 600 с. — 5000 экз. — ISBN 978-5-389-18134-2.
- Носов С. А. Морковку нож не берет: [пьесы]. — Москва: ИД "Городец-Флюид", 2020. — 432 с. — ISBN 978-5-907220-08-9.
- Носов С. А. Тайная жизнь петербургских памятников. Полная версия. — Санкт-Петербург: Лимбус Пресс, 2021. — 528 с. — ISBN 978-5-8370-0772-9.

### Пересказ
- Носов С. А. Одиссея. Древнегреческий эпос в пересказе Сергея Носова. — Санкт-Петербург: Лимбус Пресс, 2022. — 272 с. — ISBN 978-5-8370-0916-7.

## Пьесы
- 1993 — «Дон Педро»
- 1993 — «Времени вагон»
- 1993 — «Путём Колумба»
- 1994 — «Берендей»
- 1994 — «Осенняя смена меню»
- 1996 — «Страшилки обыкновенные»
- 1997 — «Однажды в библиотеке» (в соавторстве с Геннадием Григорьевым)
- 1998 — «Тесный мир»
- 1998 — «За стеклом»
- 1999 — «Джон Леннон, отец»
- 2002 — «Табу, актер!»
- 2007 — «Чудо, что я»

## Некоторые постановки
- 1997 — «Дон Педро», Театр комедии им. Н. П. Акимова. Постановка Т. С. Казаковой. Роли исполняли: М. С. Светин и (в разное время) И. Б. Дмитриев, А. С. Демьяненко, Н. С. Мартон, Ю. С. Лазарев.
- 1997 — «Дон Педро», Москва. Самостоятельная работа А. В. Петренко, А. Л. Филозова.
- 1998 — «Человек долга» («Соната для шарманки с оркетсром»), Театр «Комедианты». Постановка М. А. Левшина.
- 2002—2014 — «Тесный мир», Москва. Режиссер — Карен Нерсисян. Актеры — Д. Казеева, A. Маракулина, К. Богданов, В. Пискунов, А. Ковальский, А. Милосердов, О. Валкман, Г Фирсов.
- 2004 — «Страшилки обыкновенные», Старый театр, Москва. Режиссер К. Нерсисян.
- 2007 — «Берендей», Большой драматический театр им. Г. А. Товстоногова. Постановка А. Н. Максимова. Роли исполняли: Г. П. Богачёв, В. А. Дегтярь, В. А. Козлов.
- 2010 — «Табу, Актёр!», Старый театр, Москва. Режиссер К. Нерсисян. Роль исполнял А. Ковальский.
- 2012 — «Третий лишний» [«Тесный мир»], Интерьерный театр. Постановка Д. Павлова. Роли исполняли: А. Нестеренко, С. Кузнецова, А. Удальцов.
- 2013 — «За стеклом», Дом актёра. Постановка О. А. Левакова. Роли исполняли: Ю. С Лазарев, Н. В. Скляренко, Ю. О. Левакова, А. Н. Сулимов.
- 2015 — «Берендей». Магаданский государственный драматический театр. Режиссер Д. Павлов.